# Jennifer Palmieri
Jennifer M. Palmieri, née le 15 novembre 1966 à Pascagoula, est une conseillère politique américaine.
Elle a été notamment directeur de la communication de la Maison-Blanche de 2013 à 2015, sous la présidence de Barack Obama, ainsi que directrice de la communication pour la campagne présidentielle d'Hillary Clinton en 2016.